# 페트루스 페트레이우스
페트루스 페트레이우스(스웨덴어: Per Persson de Erlesunda 혹은 Petrus Petrejus, 웁살라 1570년 – 스톡홀름 1622년 10월 28일)는 17세기 러시아와 유럽 신교 지역에 파견되어 활동했던 스웨덴의 외교관, 작가이다. 그의 라틴어 필명인 Petrus Petreius로 특히 잘 알려져 있다.

## 생애

### 생애 요약
페트루스 페트레이우스는 1570년 무렵 스웨덴의 웁살라에서 출생했다. 1590년 초에 마르부르크 대학에서 수학을 공부하고, 1592년 87개의 테제로 구성된 논문을 제출했으나, 결국 학업을 마치지 못하고 1593년 8월에 학교에서 퇴출당한다. 독일에서 채무를 상환하지 못하고 잠깐 감옥에 갔던 그는 곧 본국인 스웨덴으로 추방당했다. 스웨덴으로 돌아온 이후인 1595년, 페트루스 페트레이우스는 후에 스웨덴의 왕 칼 9세가 되는 칼 공작의 궁정에 합류하여 외교관 겸 정보 수집 임무를 시작한다. 그는 칼 9세와 구스타브 2세 아돌프의 외교관으로 평생 소처럼 일하며 오랜 기간 해외에 체류했으나, 1622년 스톡홀름에 잠깐 돌아왔다가 갑작스럽게 전염병으로 사망했다.

#### 외교관 활동
외교관으로서의 페트레이우스의 주요 활동 지역은 크게 루스 차르국과 유럽 신교 국가, 두 지역으로 구분된다. 그는 1600년대부터 루스 차르국과 유럽을 오가며 칼 9세와 구스타브 아돌프 왕을 위한 수많은 외교 임무를 수행하기 시작했다. 후술할 루스 차르국에서의 활동을 제외한 페트레이우스의 파견 임무들은 특히 신교 국가인 네덜란드, 영국, 독일 북부의 개신교 군주들에게 집중되어 있는데, 1593년의 웁살라 종교회의를 통해 스웨덴의 신교 국가 정체성을 확립하고 30년 전쟁에서 신교 진영으로 참전했던 이 시기 스웨덴 왕국의 정치적 입지와 크게 연관되어 있었다.

#### 루스 차르국 파견
신성 로마 제국의 외교관 지기스문트 폰 헤르버슈타인(Sigismund von Herberstein)의 루스 차르국에 대한 방대한 저작 《Rerum Moscoviticarum Commentarii》가 이미 유럽에 널리 보급되었음에도 불구하고, 17세기 유럽인들에게 러시아는 여전히 미지의 영역으로 남아있었다. 페트레이우스가 파견된 당시 러시아는 류리크 왕조의 표도르 1세를 마지막으로 류리크 왕조의 직계가 끊겨, 1598년부터 로마노프 왕조의 미하일 1세가 차르로 선출된 1613년까지 차르 지위를 두고 국내외적으로 큰 혼란과 전쟁을 겪었던 동란 시대였다. 페트루스 페트레이우스는 먼저 1601년부터 1605년까지 당시의 차르 보리스 고두노프가 통치하는 루스 차르국에 파견되었으며, 이반 4세의 아들을 참칭한 가짜 드미트리 1세에 대한 정보를 수집했다. 이 때 그가 수집한 정보는 1608년 《Een wiss och sanfärdigh berättelse om några förändringar som i thesse framledhne åhr uthi storfurstendömet Muskow skedde äre》라는 저작물로 출판된다. 페트레이우스는 여기서 가짜 드미트리 1세의 정체를 수도원에서 탈출한 그리고리 오트레피예프(Григорий Отрепьев)로 밝혔고, 그를 폴란드, 로마 가톨릭 지지세력과 예수회의 목적에 따라 움직이는 괴뢰로 보았다. 당시 루스 차르국에 머물러 있었던 동시대 인물들 중 상당수가 가짜 드미트리 1세를 진짜 이반 4세의 아들 드미트리로 믿었던 것과 비교해보면, 페트레이우스가 수집했던 정보와 그의 정치적 판단은 매우 정확한 편이다.
1608년 페트레이우스는 다시 루스 차르국으로 파견된다. 그가 받은 임무는 그리고리 샤홉스코이의 귀족 반란, 이반 볼로트니코프가 주동한 농민 반란과 가짜 드미트리 2세의 등장까지 3연타를 쳐맞고 반쯤 조져지다시피한 차르 바실리 슈이스키(바실리 4세)에게 스웨덴 국왕 칼 9세의 군사적 지원 의사를 전달하는 것이었다. 바실리 슈이스키는 처음에 이 제안을 거절하였으나, 상황이 악화된 1609년 2월 28일에는 결국 켁스홀름(Kexholm) 지역을 제물로 바쳐 스웨덴과 동맹을 맺는 비보르크 조약을 체결한다. 동맹이 맺어짐에 따라 스웨덴의 칼 9세 국왕은 야코브 드라가르디(Jacob De la Gardie) 장군을 루스 차르국에 파견했다. 1609년 2월부터 참전하기 시작한 야코브 드라가르디 장군과 미하일 스코핀슈이스키의 활약으로 차르 바실리 4세는 모스크바 함락을 간신히 면하고 가짜 드미트리 2세를 투시노로 몰아낼 수 있었다. 하지만 이 동맹은 폴란드의 지기스문트 3세 바사가 루스 차르국의 전쟁에 적극적으로 개입하는 명분이 되었고, 1610년 이후로 스웨덴과 루스 차르국의 동맹은 끝까지 이어지지 못했다. 페트루스 페트레이우스는 이 조약이 끝내 지켜지지 못한 것과 1612년 칼 필리프 공작의 차르 선거 실패 등을 근거로 하여, 1620년 독일에서 출판된 자신의 저서 《Historien und Bericht von dem Grossfürstenthumb Muschkow》에서 바실리 슈이스키와 러시아인들에 대한 강한 실망과 불신을 드러냈다.
1609년 9월부터 폴란드가 루스 차르국의 내전에 본격적으로 개입하기 시작하고 루스 차르국 내에 차르에 대한 불만이 커지면서, 바실리 슈이스키는 1610년 7월 차르의 직위에서 폐위당한다. 폴란드의 시기스문트 3세는 자신의 아들 브와디스와프 4세 바사를 루스 차르국의 낙하산 차르로 꽂아넣었고, 1610년부터 1617년까지 스웨덴과 루스 차르국은 잉그리아 전쟁에 돌입하게 된다. 이 전쟁이 한창이던 1615년, 페트루스 페트레이우스는 자신의 대표작인 《Regni Muschovitici Sciographia》를 출판했다. 1613년 루스 차르국에서는 로마노프 왕조의 새 차르 미하일 1세가 차르 선거에서 당선되며, 스웨덴 입장에서는 상당히 실망스러웠던 선거 결과에 따라 구스타브 아돌프 국왕의 동생 칼 필리프 공작은 차르 자리에 대한 희망을 접게 되는데, 이로써 스웨덴과 루스 차르국 사이의 잉그리아 전쟁은 마침내 양국의 합의점을 찾으며 1617년 구스타브 2세 아돌프와 미하일 1세의 스톨보보 조약(Treaty of Stolbovo)으로 끝이 나게 된다. 페트레이우스는 이때 평화조약의 초안을 작성하였으며, 《Regni Muschovitici Sciographia》의 1620년 독일어 번역판인 《Historien und Bericht von dem Grossfürstenthumb Muschkow》 마지막 부분에 스톨보보 조약의 내용을 새롭게 추가하며 루스 차르국에 파견되었던 자신의 이야기를 훈훈하게 마무리했다.

#### 저술 활동
페트레이우스는 여러 국가에 외교관으로 파견되는 동시에 스웨덴의 국왕에게 각국의 정세를 조사하여 보고하는 임무를 수행했다. 그는 현지에 체류하며 임무 중에 자신이 보고 들었던 정보를 성실하게 모아서 쿨타임이 찰 때마다 책을 집필했는데, 그 중 대부분은 루스 차르국의 역사와 정치 상황에 대한 내용이며 대체로 연대기적인 서술 방식을 취하고 있다. 페트레이우스의 저작들은 대부분 정치적인 의도를 담고 있다고 해석되며, 특히 1608년에 출판된 《Een wiss och sanfärdigh berättelse om några förändringar som i thesse framledhne åhr uthi storfurstendömet Muskow skedde äre》에서 그런 의도가 크게 드러난다. 여기서 페트레이우스는 스웨덴 국왕 칼 9세의 라이벌인 폴란드 국왕 지그문트 3세 바사와 로마 가톨릭교회 세력, 예수회를 가짜 드미트리 1세의 배후로 지목하며, 동란 시대의 내전을 겪는 루스 차르국을 이웃 국가에 의해 다급한 위기에 빠진 나라로 묘사하고 있다. 그가 1608년 바실리 슈이스키를 지원하기 위해 칼 9세의 외교 임무를 받고 모스크바에 파견되었던 것을 고려해봤을 때, 페트레이우스의 정치적 의도는 성공적으로 전달되었다고 볼 수 있다.
1611년 칼 9세가 사망하고 구스타브 2세 아돌프가 왕위를 물려받을 무렵에, 페트레이우스는 스톡홀름에서 《Een kort och nyttigh Chronica om alla Swerikis och Göthis Konungar》를 출판한다. 총 3권으로 이루어진 이 책은 스웨덴의 군주들과 그 역사에 대해 서술했으며, 그가 언급한 스웨덴의 첫 번째 신화적 왕 '노아의 손자이자 야벳의 아들 마고그(Magogh Jabeß son/Noachs Sonason)'부터 147번째 왕 구스타브 1세 바사까지는 대체로 요한네스 망누스(Johannes Magnus)의 유작 《Historia de omnibus Gothorum Sveonumque regibus》와 굉장히 유사하다. 다만 페트레이우스의 책에서는 망누스 4세의 아들 에리크 12세와 칼마르 동맹 시기의 동군연합 군주들이 더 추가되었다. 물론 《Historia de omnibus Gothorum Sveonumque regibus》의 경우는 저자인 요한네스 망누스 사후에 그의 형제인 올라우스 망누스(Olaus Magnus)가 1554년 출판하여 구스타브 1세 바사의 아들들에게 보냈기 때문에, 스톡홀름 피바다 사건을 일으키고 스웨덴이 칼마르 동맹에서 탈퇴하는 계기를 자초한 크리스티안 2세를 책에서 도저히 스웨덴의 왕으로 인정할 상황이 아니기도 했다. 페트레이우스의 《Een kort och nyttigh Chronica om alla Swerikis och Göthis Konungar》에서는 이런 정치적 이유로 빠졌던 군주들과 구스타브 1세 이후의 스웨덴 국왕들인 에리크 14세와 요한 3세, 시기스문드 3세, 칼 9세의 이야기를 추가하였다.

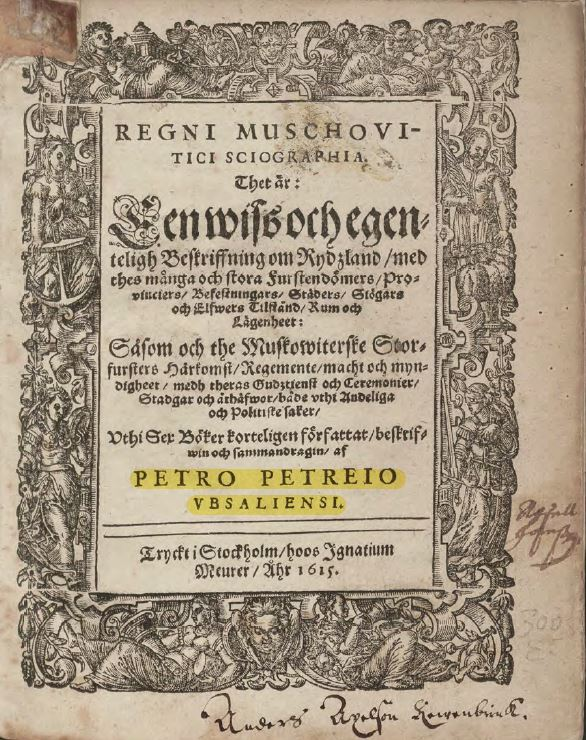
Peter Petreius, Regni Muschovitici sciographia (1615)

페트루스 페트레이우스는 루스 차르국에 외교 활동을 하며 체류했던 자신의 경험과 주변에서 보고 들은 정보를 긁어모아 마침내 1615년 스톡홀름에서 자신의 명작 《Regni Muschovitici Sciographia》를 출판한다. 총 6권으로 이루어진 이 책은 일단 순서대로 러시아의 지리적 정보, 역사, 예식, 군사, 종교, 관습 등에 대해 설명하는 듯이 보이나, 사실 그는 1614년에 저서의 핵심적인 부분인 제 2권부터 먼저 쓰기 시작했고 나머지 부분은 1615년에 마저 완성하였다. 《Regni Muschovitici Sciographia》 전체는 구스타브 2세 아돌프에게 헌정되었으며, 각각의 권은 국왕의 동생 칼 필리프 공작, 국왕의 사촌 요한 공작, 왕국 재상 악셀 옥센셰르나, 야코브 드라가르디 장군 등에게 순서대로 헌정되었다. 페트레이우스는 《Regni Muschovitici Sciographia》 2권의 내용을 통해 동란 시대가 발생한 배경과 가짜 드미트리의 정체, 그리고 스웨덴이 루스 차르국 지역에서 벌어지는 내전에 참전하게 된 경과를 상세하게 밝히고 있다. 이 책의 출판 시기는 스톨보보 조약의 이전인 1615년이었기 때문에, 2권의 마지막 내용은 노브고로드 인들이 스웨덴 국왕의 동생 칼 필리프 공작을 차르 후보로 지지하였으나, 이어진 차르 선거에서 미하일 로마노프가 당선되어 최종적으로 1613년 미하일 1세가 새 차르로 즉위한 시점에서 스웨덴 왕국의 평화를 기원하며 적당히 마무리된다.
페트레이우스가 《Regni Muschovitici Sciographia》에서 묘사한 동란 시대의 상황은 대부분 정치적으로나 역사적으로나 많은 부분이 사실에 가깝지만, 그의 온전한 창작물로 보기에는 이 책의 독창성에 예전부터 많은 의문이 제기되어 왔다. 《Regni Muschovitici Sciographia》는 1549년 출판된 지기스문트 폰 헤르버슈타인의 《Rerum Moscoviticarum Commentarii》과 내용, 형식 면에서 상당히 유사하다는 지적을 받는다. 페트레이우스는 동란 시대 이전 러시아의 역사를 설명하면서 많은 연도 정보를 헤르버슈타인의 책에서 그대로 빌려왔으며, 심지어 헤르버슈타인의 책에서 틀렸던 연도 부분을 그대로 틀리게 베끼기도 했다. 또한 그는 동시대 인물이자 비슷한 시기 함께 모스크바에 머물렀던 콘라트 부소(Conrad Bussow)의 책 내용을 몇몇 부분에서 거의 똑같은 문장 수준으로 자신의 저서에 옮겨적었다. 콘라트 부소는 1617년 자신의 책을 출간했는데, 페트루스 페트레이우스는 그 이전에 콘라트 부소와 접촉해 그의 원고를 손에 넣을 기회가 있었던 것으로 보인다.
1620년, 그는 독일 라이프치히에서 <Regni Muschovitici Sciographia>의 독일어 번역판인 <Historien und Bericht von dem Grossfürstenthumb Muschkow>를 출판했다. 이전까지 페트레이우스의 저작물은 모두 '웁살라의 페트루스 페트레이우스(Petro Petreio Ubsaliensi)'라는 이름으로 출간되었으나, 페트레이우스는 그 사이에 영지를 받아 1620년의 <Historien und Bericht von dem Grossfürstenthumb Muschkow>부터 저자명을 '페트루스 페트레이우스 데 엘레순다(Petrum Petreium de Erlesunda)'라는 이름으로 표기하기 시작한다. 이 책은 그가 직접 스웨덴어에서 독일어로 번역하였으며, 독일의 신교 군주들인 작센 선제후 요한 게오르크 1세, 브란덴부르크 변경백 크리스티안 빌헬름, 그리고 리보니아와 쿠를란트 공작 빌헬름에게 헌정되었다. 번역 과정에서 페트레이우스는 2권의 루스 차르국의 연대기에서 많은 연도와 날짜를 1615년 판과 다르게 수정하였으나, 그럼에도 불구하고 실제 역사적 날짜와는 맞지 않는 부분이 여전히 존재한다. 또한 그는 1615년 판에서 서술하지 못했던 잉그리아 전쟁의 이후 진행 과정과 1617년 스웨덴, 루스 차르국 사이에 체결된 스톨보보 평화조약의 조항들을 2권의 마지막 부분에 이어붙여 [[러시아 차르동란 시대에 대한 이야기를 완성했다.

## 저서
1608년, 《Een wiss och sanfärdigh berättelse om några förandringar som j thesse framledne åhr vthi Storfurstendömet Muskow skedde äre》
1611년, 《Een kort och nyttigh chrönica om alla Swerikis och Göthis konungar/ som hafwa både in och utrijkis regerat/ ifrån konung Magog/ in til nu regerande högloflig konung Gustaf Adolph, så och om the amazoniske qwinnors bedref/ hwar the hafwa bodt och regerat/ hwadan the äre uthgågne/ och huru länge theras regemente warade: sampt en oration som hållen är uthi Basel/ aff d. Nils Ravaldi erchiebiskop i Ubsala/ om Götha och Swea manliga gerningar/ korteligen uthi tree böker författat/ skrifwin/ och nu på nytt förbättrat och uthgången》
1615년, 《Regni Muschovitici sciographia. Thet är: Een wiss och egenteligh beskriffning om Rydzland, med thes många och stora furstendömers, provinciers, befestningars, städers, siögars och elfwers tilstånd, rum och lägenheet: såsom och the muskowiterske storfursters härkomst, regemente, macht och myndigheet, medh theras gudztienst och ceremonier, stadgar och åthäfwor, både vthi andeliga och politiske saker, vthi sex böker korteligen författat, beskrifwin och sammandragin》
1620년, 《Historien und Bericht von dem Großfürstenthumb Muschkow, mit dero schönen fruchtbaren Provincien und Herrschafften, Festungen, Schlössern, Städten, Flecken, Fischereichen Wassern, Flüssen, Strömen und Seen, Wie auch von der Reussischen Großfürsten Herkommen, Regierung, Macht, Eminentz und Herrligkeit, vielfältigen Kriegen, innerlichen Zwytrachten, biß sie zu einer Monarchi gewachsen, mit den newlich vorgelauffenen Auffrühren und Händeln von den dreyen erdichteten Demetrijs, nebenst dem auffgerichteten Friedens Contract zwischen dem löblichen König in Schweden und jetzt regierenden Großfürsten, deßgleichen die Processe, so zwischen den königlichen Ambassadouren in der Stadt Muschkow und der großfürstlichen Reussischen Gesandten in der königlichen Stadt Stockholm wegen des auffgerichteten Friedens Contracts Confirmation seyn gehalten worden, mit der Muschowiter Gesetzen, Statuten, Sitten, Geberden, Leben, Policey und Kriegswesen, wie auch, was es mit ihrer Religion und Ceremonien vor eine Beschaffenheit hat》

## 같이 보기
- 동란 시대
- 드라가르디 원정
- 잉그리아 전쟁
- 스톨보보 협정